# Барановичский молочный комбинат
Барановичский молочный комбинат (бел. Баранавіцкі малочны камбінат) — белорусская компания по переработке молока и производству молочных продуктов. В 2018 году комбинат был вторым наиболее прибыльным предприятием Барановичей. В 2020 году акции предприятия были проданы без аукциона (по распоряжению Александра Лукашенко) компании «Савушкин продукт» Александра Мошенского, вскоре комбинат был упразднён как самостоятельное юридическое лицо.

## История
Предприятие было основано 20 июля 1944 года как Барановичский городской молочный завод. До 1954 года завод входил в систему Барановичского областного треста «Маслопром», после упразднения Барановичской области перешёл в подчинение Брестского областного треста «Маслопром». В 1962—1966 годах назывался Барановичский городской молочный комбинат, но в 1966 году переименован обратно в Барановичский городской молочный завод. В 1964 году был сдан в эксплуатацию новый производственный корпус по переработке 30 т молока в смену, в 1969 году началась реконструкция предприятия. В 1971 году к гормолзаводу была присоединена Барановичская маслосырбаза. В 1979 году (по другой информации, в 1978 году) на заводе началась новая реконструкция, закончившаяся к 1982 году. В 1983 году (по другой информации, 30 декабря 1982 года) был гормолзавод преобразован в Барановичский молочный комбинат. В 1991 году перешёл в подчинение концерна «Брестмясомолпром». В 1992 году был введён в эксплуатацию цех по производству сухих молочных продуктов. 20 июня 1994 года комбинат реорганизован в открытое акционерное общество.

## Современное состояние, приватизация
Мощность предприятия по переработке молока в 2016 году составляла 400 т молока в сутки. В 2016 году комбинат произвёл 1854 т масла, 4215 т твёрдых сыров, 109 т плавленых сыров, 31 310 т цельномолочной продукции (в пересчёте на молоко), 3183 т сухого обезжиренного молока, 56 т заменителя молока, 1907 т сухой сыворотки, 805 т цельного сухого молока, 219 т мороженого. 31,2% продукции в 2016 году было поставлено на внутренний рынок, 68,8% экспортировано (главные импортёры продукции комбината — Россия и Казахстан). Основной сырьевой зоной комбината являются предприятия Барановичского и Ганцевичского районов. В 2005 году выпускалось более 90 наименований продукции.
В 2016 году выручка компании составила 103,8 млн руб. (ок. 48 млн долларов), чистая прибыль составила 12,1 млн руб. (ок. 6 млн долларов), рентабельность реализованной продукции составила 18,3%. Дебиторская задолженность составляла 8,5 млн руб., кредиторская — 6 млн руб. В 2016 году на комбинате работало 547 человек, в т. ч. 134 человека с высшим образованием, 128 — со средним специальным, 186 — с профессионально-техническим.
По итогам 2018 года молочный комбинат стал вторым предприятием Барановичей по объёму чистой прибыли (8 млн руб.), уступив только 558-му авиаремонтному заводу.
3 января 2020 года появилась информация о продаже контрольного пакета акций комбината брестской компании ОАО «Савушкин продукт» Александра Мошенского. Условия сделки были определены Александром Лукашенко (распоряжение от 23 декабря 2019 года). За контрольный пакет акций предприятия «Савушкин продукт» отдал 48 млн руб. (22 млн долларов). Отмечалась непрозрачность обстоятельств продажи прибыльного государственного предприятия без аукциона по нерыночной цене. 28 мая 2020 года ОАО «Савушкин продукт» добилось присоединения Барановичского молочного комбината путём реорганизации. Ряд физических лиц — акционеров предприятия — голосовал против реорганизации. 30 июня 2020 года ОАО «Барановичский молочный комбинат» было упразднено как самостоятельное юридическое лицо.
В начале 2021 года комбинат прекратил производство творога, масла, мороженого, сметаны и кефира. Вместо этой продукции «Савушкин продукт» заявил о намерении ориентировать свой барановичский филиал на производство «элитных сыров».